# 34 Ceti
34 Ceti är en orange jätte i stjärnbilden Valfisken.
34 Ceti har visuell magnitud +5,92 och är svagt synlig för blotta ögat vid god seeing. Den befinner sig på ett avstånd av ungefär 560 ljusår.